# Андреас Грифиус (награда)
Литературната награда „Андреас Грифиус“ (на немски: Andreas-Gryphius-Preis) е учредена през 1957 г. в Дюселдорф, Германия, провинция Северен Рейн-Вестфалия. От началото на 1990 г. се поема от родния град на поета Глогау.
Присъжда се на писатели и преводачи, чиито публикации „отразяват немската култура в средна, източна и южна Европа“ и които „допринасят за разбирателството между Германия и нейните източни съседи“.
Името на наградата дава немският поет от епохата на Барока Андреас Грифиус.
От 1957 до 2000 г. наградата включва парична сума в размер на 25 000 германски марки. Допълнително е учредена специална награда в размер на 7000 германски марки, която може да се дава и като стипендия.
След 2009 г. наградата е възобновена и се присъжда всяка година, но без парична сума.

## Носители на наградата (подбор)
- Хайнц Пионтек (1957)
- Карл Дедециус (1962)
- Йоханес Урцидил (1966)
- Хорст Бинек (1967) (почетна награда)
- Оскар Пастиор (1969) (поощрение)
- Барбара Кьониг (1970) (почетна награда)
- Волфганг Кьопен (1971)
- Гюнтер Айх (1972), Валтер Кемповски (почетна награда), Гертруд Фусенегер
- Волфганг Вайраух (1973)
- Петер Хухел (1974)
- Райнер Кунце (1977), Розе Ауслендер
- Зигфрид Ленц (1979), Ханс Йоахим Шедлих (поощрение)
- Хорст Бинек (1983)
- Наташа Водин (1985) (поощрение)
- Ханс Вернер Рихтер (1986)
- Мартин Грегор-Делин (1988)
- Илзе Тилш (1989)
- Петер Хертлинг (1990)
- Карл Дедециус (1997)
- Мило Дор (1998)